# 双裂泡花树
双裂泡花树（学名：Meliosma bifida）为清风藤科泡花树属下的一个种。